# 耶律迭剌
耶律迭剌（やりつ てつら、生没年不詳）は、遼（契丹）の皇族。太祖耶律阿保機の弟にあたる。字は雲独昆。契丹小字の発明者として知られる。

## 経歴
耶律撒剌的の三男として生まれた。太祖5年（911年）、兄の耶律剌葛や弟の耶律寅底石・耶律安端らとともに阿保機に対する反乱を計画した。安端の妻の粘睦姑の密告で露見したが、阿保機は弟たちを処刑するに忍びず、弟たちとともに山に登って生け贄を捧げ、天地に誓って罪を許した。
太祖6年（912年）、剌葛・寅底石・安端らとともに再び阿保機に叛いた。太祖7年（913年）、兄弟たちとともに西山で阿保機の帰路を遮ろうとした。阿保機が西山を避けて赤水城にいたったので、迭剌は阿保機に謝罪し、許された。しかしまた兄にそむき、奚王になろうとした。次兄の剌葛が逃走したため、迭剌は安端とともに阿保機に降伏し、杖罰を受けて許された。
神冊3年（918年）、南方に亡命しようと計画したが、発覚して捕らえられた。親族たちが迭剌を許すよう阿保機に請願したため、また許された。
迭剌は聡明で智慧にすぐれており、そのことは阿保機も認めていた。回鶻の使者がやってきたとき、ウイグル語に通じる者がいなかったので、皇太后は迭剌を推薦した。迭剌は20日ほどでウイグル語を習得してみせた。またウイグル文字をもとにして契丹小字の制定にあたった。天顕元年（926年）、中台省左大相となった。

## 伝記資料
- 『遼史』巻1 本紀第1
- 『遼史』巻64 表第2